# Fútbol Club Guantánamo
Maillots
Actualités
Dernière mise à jour : 30 juillet 2020.
Le FC Guantánamo est un club de football cubain, qui joue en première division cubaine.

## Histoire
Le club fait parler de lui lors de la saison 2011 en se hissant en finale du championnat, qu'il perd face au FC Villa Clara (défaite 3-0 sur l'ensemble des deux matchs). 
Cinq ans plus tard, il est à nouveau vice-champion derrière le FC Villa Clara, les deux équipes étant à égalité de points, mais le FC Guantánamo ayant obtenu moins de points au niveau des confrontations directes les opposant.

## Palmarès
- Championnat de Cuba :
  - Vice-champion en 2011 et 2016.

## Personnalités historiques du club

### Joueurs

#### Principaux joueurs (tous les temps)
- Hánier Dranguet
- Aliannis Urgellés
- Alberto Gómez
- Alexei Zuasnábar

### Entraîneurs
- Ramón Decos Fras[1],[2] (2009-2012)
- Fidel Salazar Duany[3],[4] (2013-2014)
- Geordenis Gómez Zamora[5] (2015-2017)
- Manuel Portuondo (2018-2020)
- Fidel Salazar Duany[6] (2020-??)
- Lorenzo Mambrini (2023-)